# Домиций Домициан
Луций Домиций Домициан (на латински: Lucius Domitius Domitianus) е узурпатор на императорската власт в Египет по времето на Диоклециан.
През 297 г. избухва бунт срещу император Диоклециан в Александрия, оглавен от Домиций Домициан, който изглежда се обявява за император. Обстоятелствата около тази узурпация не са много ясни – възможно е да е ставало въпрос за недоволство, породено от новия Едикт на цените. Самият Домиций умира преди пристигането на Диоклециан в Египет и вероятно бунтът след това е ръководен от неговия corrector Ахилей. Съвсем скоро обаче войските на Диоклециан обкръжават град Александия и го превземат, с което се слага край на сепаратисткото въстание (март 298 г.).